# Logitech G29
Le Logitech G29 est un volant de course commercialisé par Logitech. Il est compatible PlayStation 4, PlayStation 3 et PC. 
Il remplace le Logitech G27 commercialisé depuis 2010.
Le Logitech G920 est son homologue compatible avec la Xbox One.
Ils ont tous deux été lancés en 2015.
En 2020, Logitech commercialise un nouveau volant de course, le G923. Il cumule les similitudes esthétiques avec le G29, mais un nouveau moteur de retour de force fait son apparition.

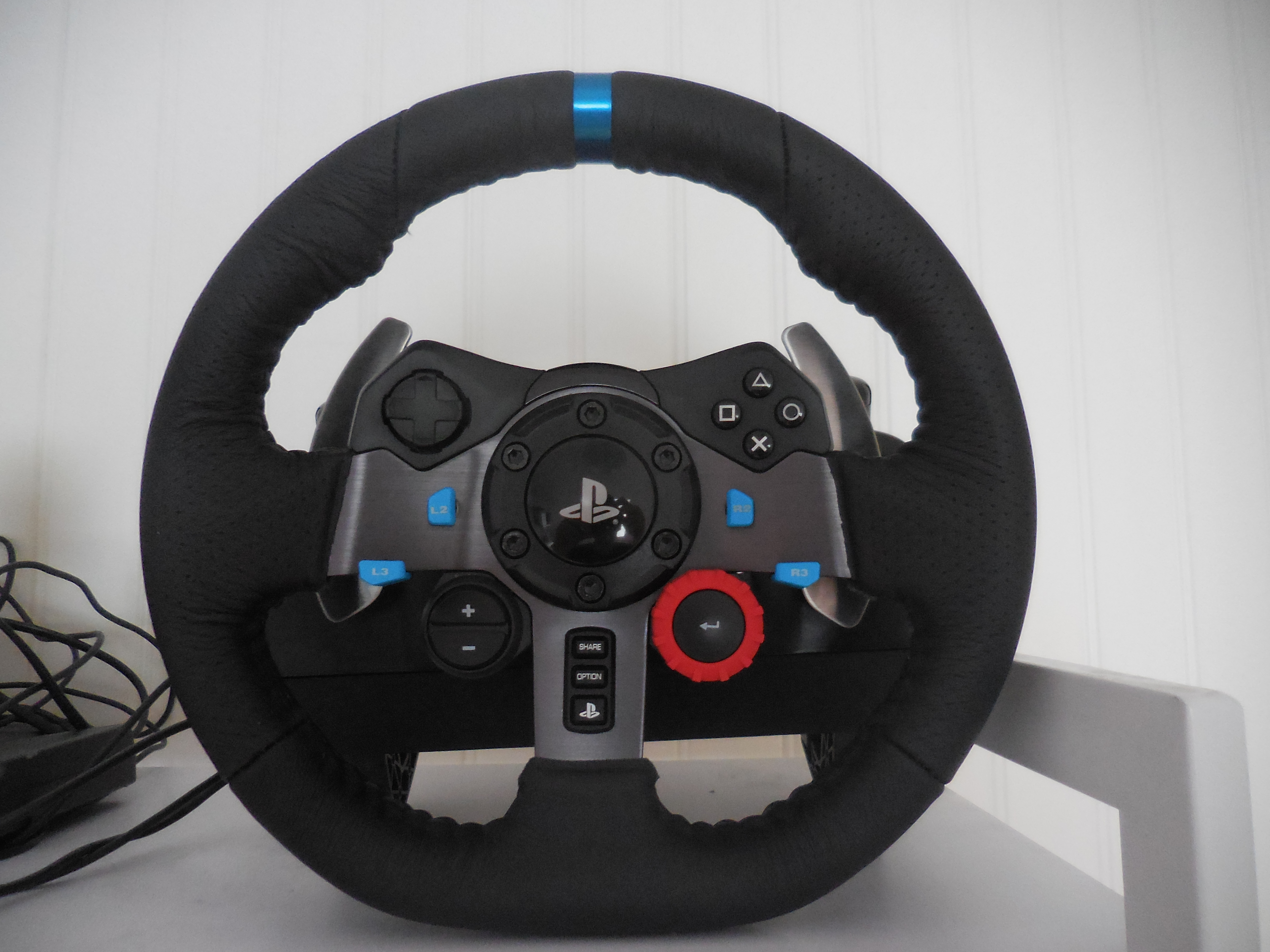
Volant Logitech G29